# گورستان دهنو

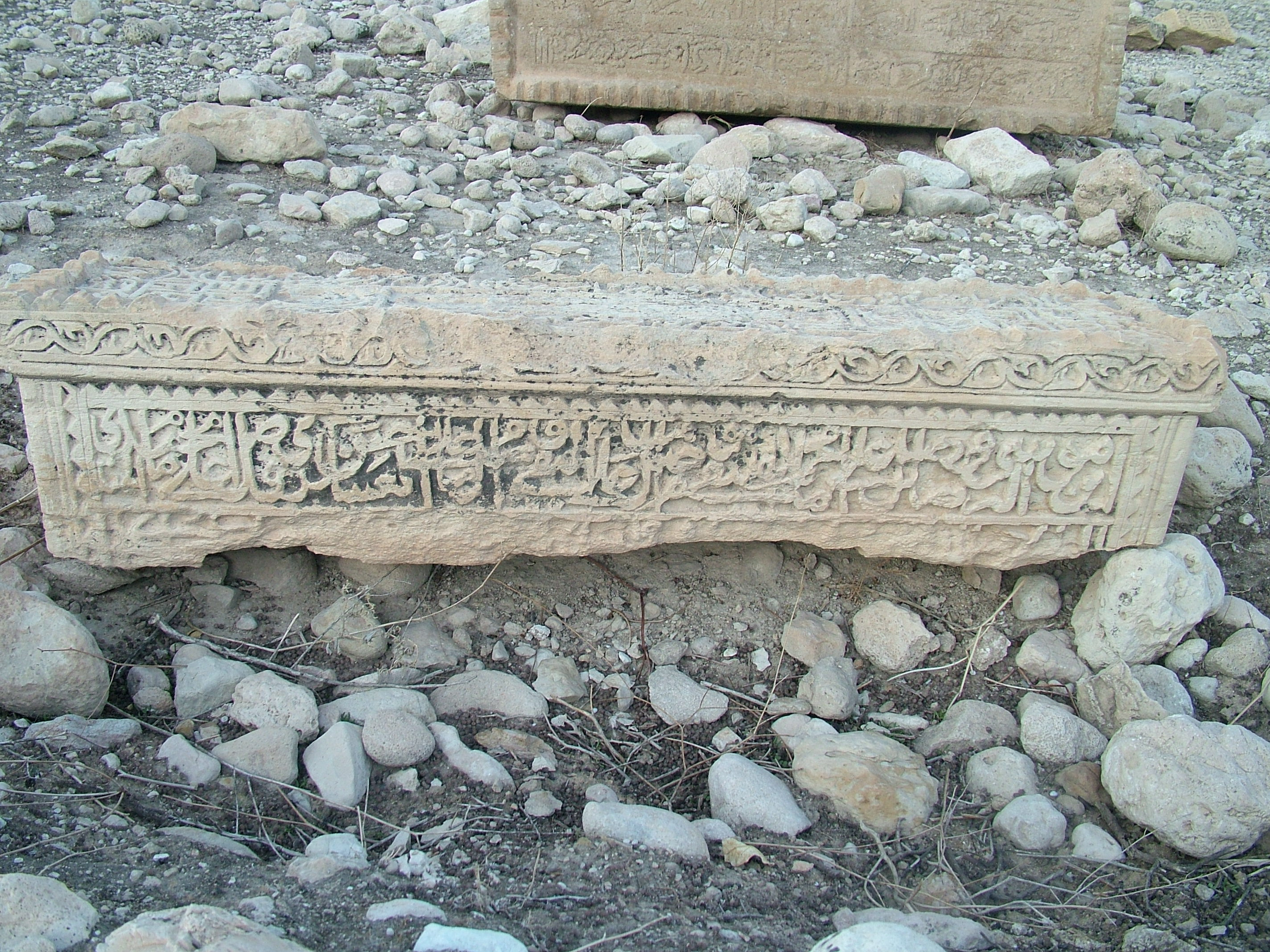
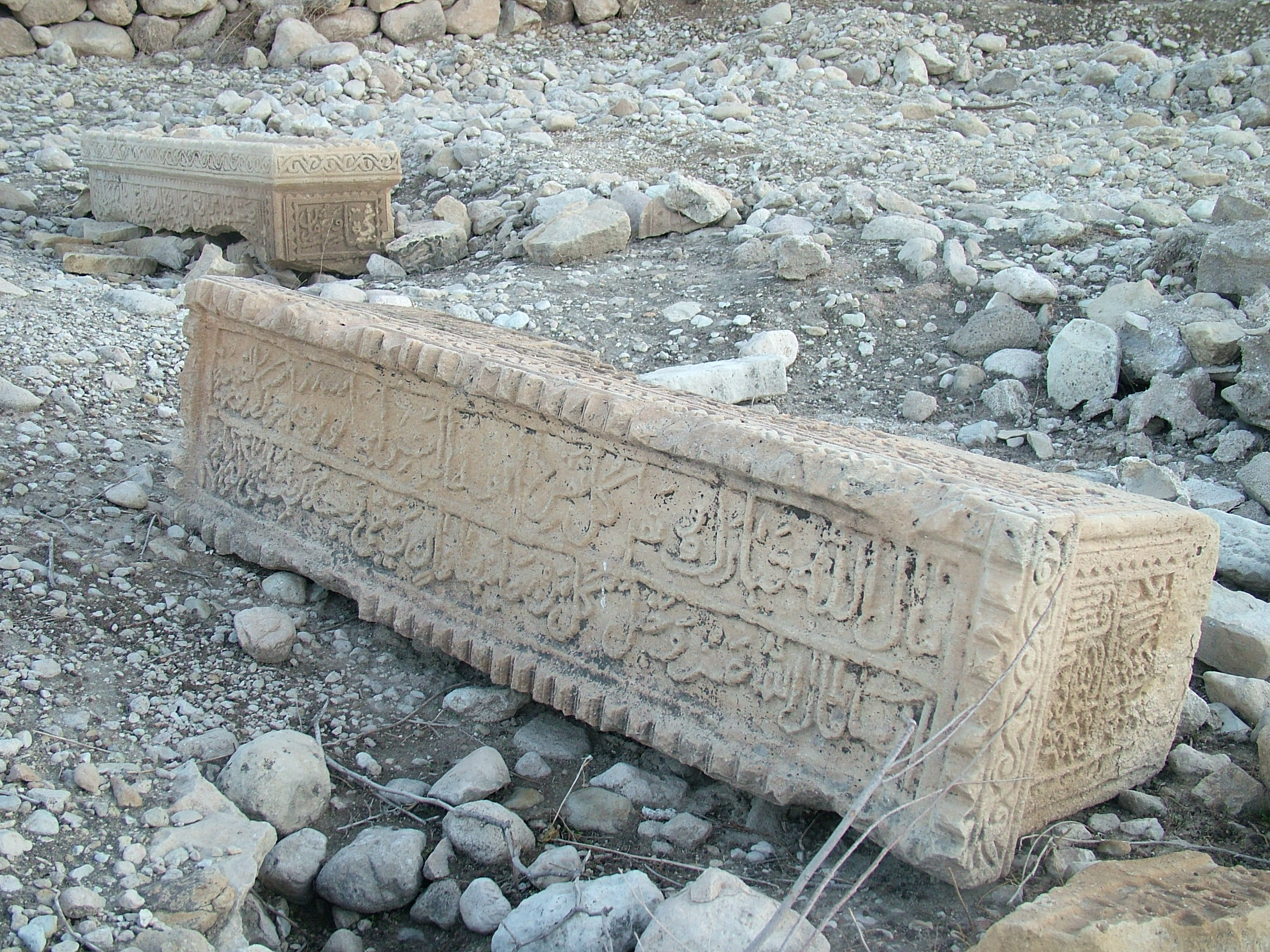
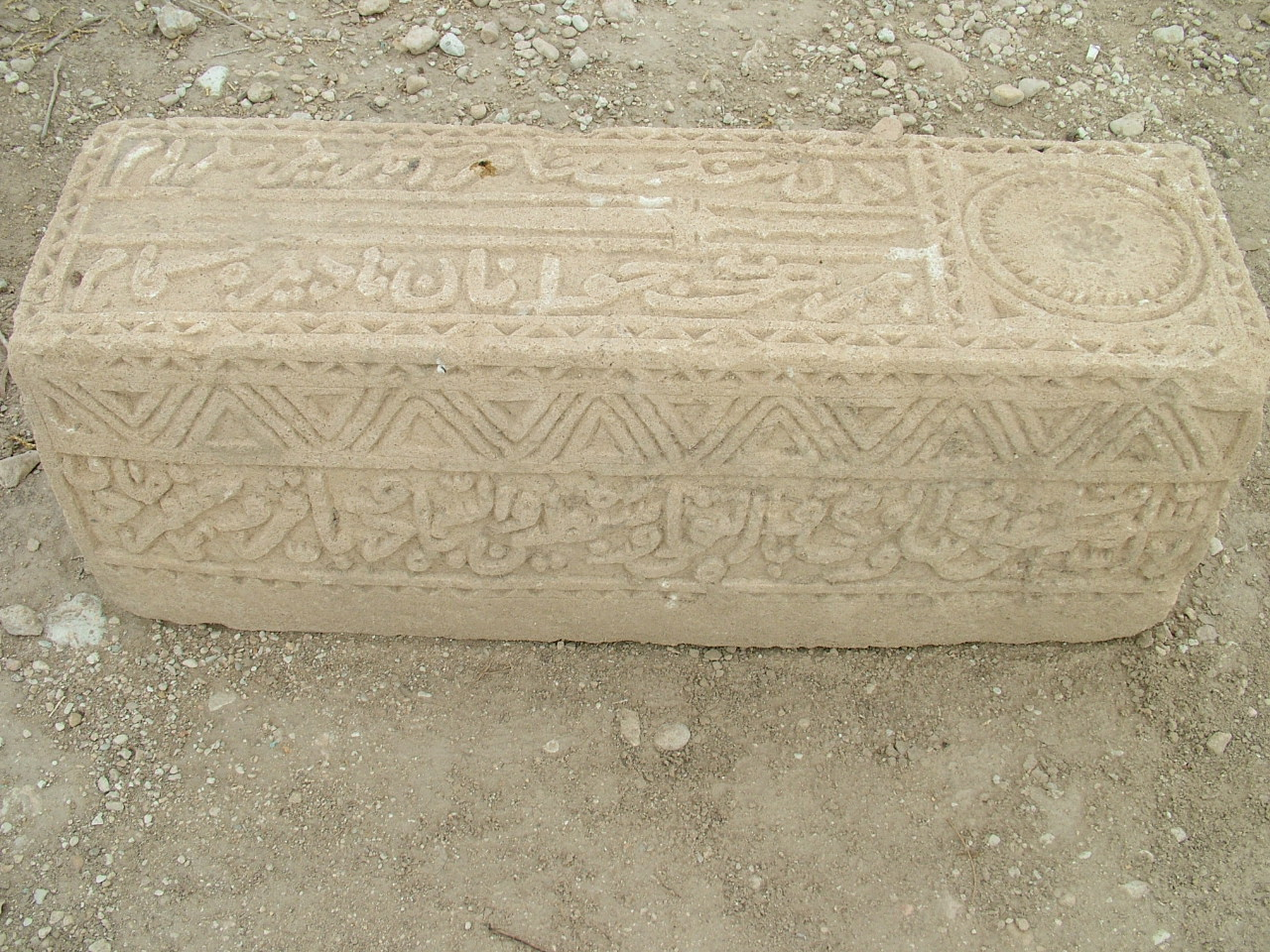
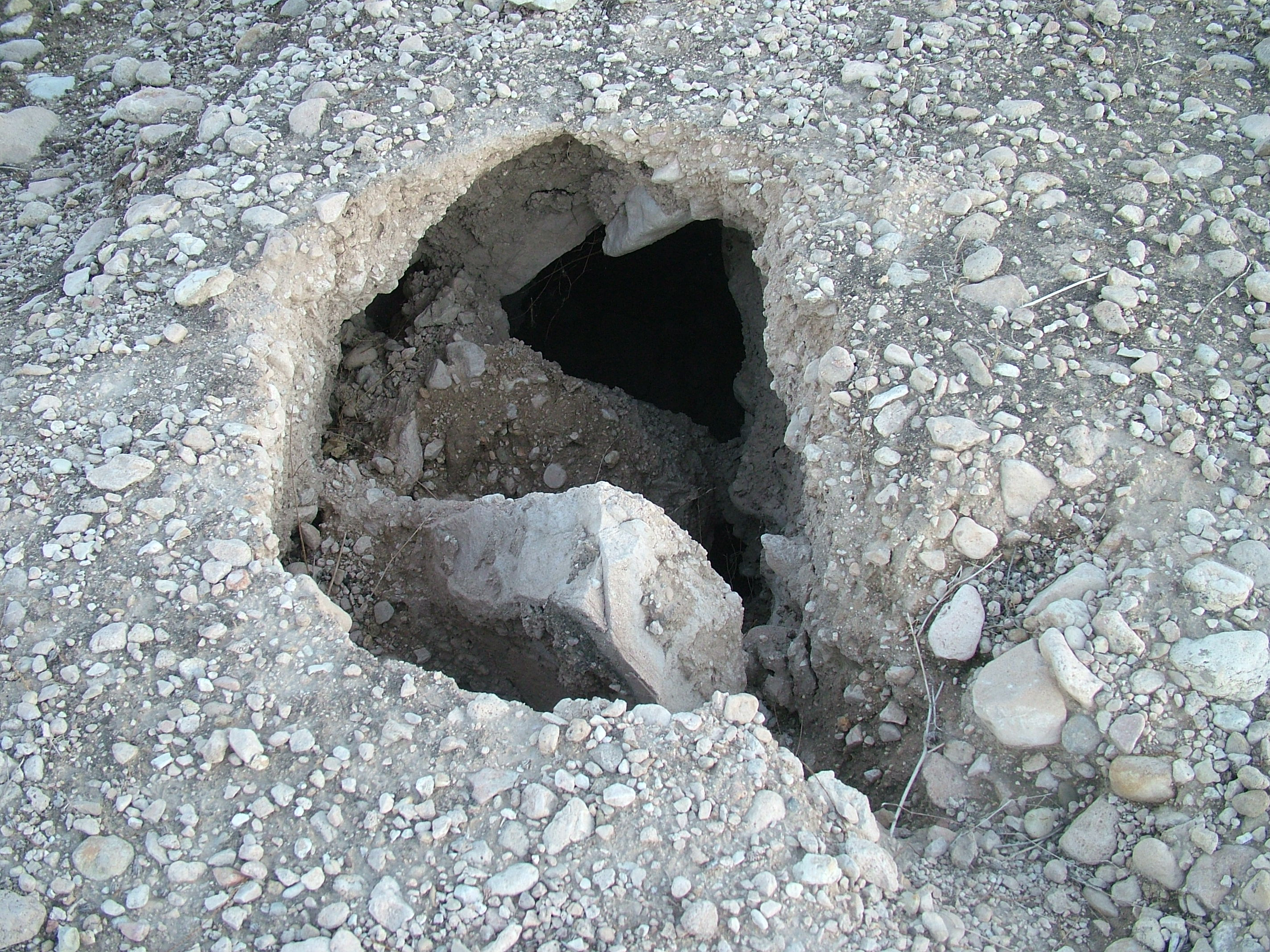

گورستان دهنو مربوط به دوره صفوی تا دوره قاجار است و در شهرستان لامرد، بخش علامرودشت، روستای دهنو واقع شده و این اثر در تاریخ ۱۰ دی ۱۳۸۱ با شمارهٔ ثبت ۶۷۹۸ به‌عنوان یکی از آثار ملی ایران به ثبت رسیده است.